# Ascalaphus siculus
Ascalaphus siculus is een insect uit de familie van de vlinderhaften (Ascalaphidae), die tot de orde netvleugeligen (Neuroptera) behoort. 
Ascalaphus siculus is voor het eerst wetenschappelijk beschreven door Rambur in 1842.